# أنهيدريد الميثاكريليك
أنهيدريد الميثاكريليك هو مركب عضوي صيغته الكيميائية C8H10O3، وهو أنهيدريد حمض (بلا ماء) الميثاكريليك.

## التحضير
يحضر المركب من تفاعل كلوريد الميثاكريلويل مع ميثاكريلات الصوديوم:
كما يمكن تحضير المركب من تفاعل حمض المثاكريليك مع الفوسجين بوجود ثلاثي إيثيل الأمين.

## الخواص
يوجد المركب في الشروط القياسية على شكل سائل، يتفاعل بعنف مع الماء عند التماس معه.

## الاستخدامات
يستخدم المركب في صناعة اللدائن، إذ يمكن أن يتبلمر بحد ذاته أو وفق بلمرة مشتركة: